# Amorphochelus gruveli
Amorphochelus gruveli är en skalbaggsart som beskrevs av Marc Lacroix 1997. Amorphochelus gruveli ingår i släktet Amorphochelus och familjen Melolonthidae. Inga underarter finns listade i Catalogue of Life.